# Wolgaster Actien-Gesellschaft für Holzbearbeitung
Die Wolgaster Actien-Gesellschaft für Holzbearbeitung war ein 1868 gegründetes Unternehmen, das als erster Hersteller von Fertighäusern aus Holz in Deutschland gilt.

## Geschichte
Die Anfänge des Unternehmens liegen in einer Wolgaster Schiffswerft, die 1868 von dem damals 24 Jahre alten Schiffbaumeister J. Heinrich Kraeft übernommen und vor 1878 um eine Dampfschneidmühle erweitert wurde.
Nach einem verheerenden Brand gründete Kraeft 1884 eine Kommanditgesellschaft auf Aktien, die im Folgenden den Bau von hölzernen Baracken aufnahm. Ende der 1880er-Jahre importierte das Unternehmen bereits große Mengen an widerstandsfähigem Bauholz (Cypress, Yellowpine) aus den USA (Alabama, Georgia) und belieferte damit auch die Hauptstadt Berlin. Handelspartner in Alabama war das Unternehmen A. C. Danner & Co. in Mobile.
1889 firmierte das Unternehmen unter Wolgaster Actien-Gesellschaft für Holzbearbeitung. In den folgenden Jahren wurden insbesondere aufwändig gestaltete, vorgefertigte und auf dem Bauplatz montierte Wohnhäuser und Villen gefertigt, darunter zahlreiche in den Seebädern auf Rügen und Usedom. Daneben stellte das Unternehmen, das 1892 über 150 Mitarbeiter beschäftigte, auch Baracken, Pavillons, Trinkhallen, Gartenhäuser, Zäune und Bautischlerarbeiten her. Fertighäuser wurden nicht nur für Deutschland produziert, sondern auch nach Übersee, vor allem nach Südamerika und Ostafrika, exportiert. Die Verschiffung erfolgte über Stettin und Hamburg.
Der Berliner Kritiker, Bühnendichter und Theaterdirektor Oscar Blumenthal ließ das angeblich auf der Weltausstellung 1893 in Chicago präsentierte Musterhaus 1895 – wieder in seine Einzelteile zerlegt – an seinen Sommersitz nach Bad Ischl transportieren und als „Villa Blumenthal“ neu aufbauen. Dieses bis heute erhaltene Gebäude wurde, wie viele der Wolgaster Bauten, von dem Berliner Architekten Johannes Lange entworfen.
1897 verstarb der Unternehmensgründer J. Heinrich Kraeft, nachdem er angeblich bereits zwei Jahre zuvor seinen Führungsposten räumen musste. Sein Nachfolger wurde Max Riemer. Zu den in dieser Zeit ausgeführten Bauten zählt auch das durch den „Dichter der Ostsee“, Max Dreyer, 1901 in Göhren auf der Insel Rügen errichtete sog. Drachenhaus. 1903 änderte das Unternehmen erneut seine Firma in Wolgaster Holzindustrie-Actiengesellschaft. 1908 kam es nach der Entlassung Riemers unter der neuen Leitung von Paul Linke zu einschneidenden Veränderungen. Der Bau von Holzhäusern wurde vorübergehend eingestellt, stattdessen wurden Kleinmöbel produziert.
Ein Großfeuer vernichtete 1913 die Werksanlagen. Unter der Firma Wolgaster Holzhäuser-Gesellschaft mbH wurde die Produktion von Johannes Sproksoff in einem Teilbereich des Werksgeländes fortgeführt. 1927 besaß das Unternehmen Niederlassungen in Berlin, Malmö, Belfort und Sofia. Die Wolgaster Holzindustrie-AG wurde hingegen 1921 liquidiert. 1938 wurde das Unternehmen an Carl Hagemann verkauft. Schwerpunkt wurde die Fertigung von Unterkunftsbaracken, Holzhäusern und Hallen.
Am 1. Juli 1945 wurde die Wolgaster Holzindustrie Hagemann & Co. von der Stadt Wolgast übernommen und in den VEB Holzbau Wolgast überführt, dessen Geschäft sich zunächst auf die Fassherstellung und Reparatur von Güterwagen beschränkte. Ab 1947 wurden dann als Reparationsleistung für die UdSSR Baracken hergestellt. Später entwickelte sich der Bau von Innentüren und Fenstern zum Kerngeschäft, der VEB galt als größter Fensterbau-Spezialbetrieb in der DDR. Zehn Jahre nach der Wende musste das Nachfolgeunternehmen Nordfenster GmbH im Jahre 2000 Insolvenz anmelden, wodurch eine 130-jährige Unternehmenstradition beendet wurde.

## Beispiele ausgeführter Bauten
- 1885: Villa „Undine“ in Binz (Insel Rügen), Strandpromenade 30 (unter Denkmalschutz)
- 1890: Gärtnerhaus für Wilhelm Haukohl in Berlin-Wannsee, Bergstraße
- 1891: Villa Hase in Göhren (Insel Rügen), Waldstraße 8
- 1893: Seebrücke „Kaiser-Wilhelm-Brücke“ in Heringsdorf an der Ostsee
- 1893/1895: Villa Blumenthal in Bad Ischl, Kaltenbach 153
- 1901: „Drachenhaus“ in Göhren (Insel Rügen), Max-Dreyer-Straße
- 1911/1912: Sommerhaus für Xaver Scharwenka in Bad Saarow am Scharmützelsee
- 1913: Jagdhaus „Iserhatsche“ bei Bispingen in der Lüneburger Heide